# 七宝奇谋2 弗雷泰利最后的挑战
《七宝奇谋2 弗雷泰利最后的挑战》是一款由科乐美制作和发行的冒险类游戏。 本游戏于1987年3月18日在日本地区FC游戏机发行。于1987年11月在北美地区发行。
《七宝奇谋2》分为两个模式：平台和第一人物。大多数游戏和之前类似，玩家在一个非线性的地图行动。
《七宝奇谋2》制造了一种经典游戏崇拜的氛围。尽管游戏收到中等正面评价，游戏仍然具有很大名气。